# Kim Udzsin
Kim Udzsin (hangul: 김우진, RR: Kim U-jin; népszerű átírással: Kim Woo-jin; 1992. június 20.–) dél-koreai íjász, 2016-ban világranglista-vezető, valamint férfi egyéni reflexíj kategóriában világcsúcstartó.

## Pályafutása
2011-ben csapatban és egyéniben is világbajnok lett a 2011-es íjász-világbajnokságon, valamint elnyerte az íjász-világkupát 2012-ben. Ennek ellenére nem lett tagja a 2012-es olimpiai csapatnak.
2015-ben újra a nemzeti válogatott tagja lett, majd aranyérmet szerzett a 2015-ös íjász-világbajnokságon;  1985 óta ő az első sportoló, aki kétszer nyert világbajnokságot.
A 2016. évi olimpiai játékok selejtezőjében Kim világrekordot állított fel 700 pontot szerezve a lehetséges 720-ból. Ugyanitt aranyérmet szerzett csapatban.

## Fordítás
- Ez a szócikk részben vagy egészben  a   Kim Woo-jin című angol Wikipédia-szócikk ezen változatának fordításán alapul.  Az eredeti cikk szerkesztőit annak laptörténete sorolja fel. Ez a jelzés csupán a megfogalmazás eredetét és a szerzői jogokat jelzi, nem szolgál a cikkben szereplő információk forrásmegjelöléseként.